# Adlholz
Adlholz ist ein Dorf und Gemeindeteil der Marktgemeinde Hahnbach im Landkreis Amberg-Sulzbach in der Oberpfalz in Bayern.

## Geschichte
Durch das Erste bayerische Gemeindeedikt wurde Adlholz im Jahre 1808 Steuerdistrikt und dem Landgericht Amberg und damit dem Naabkreis zugeordnet. Nach der Auflösung des Naabkreises zugunsten des Mainkreises und des Regenkreises wurde Adlholz im Jahr 1810 zusammen mit dem Landgericht Amberg dem Regenkreis zugeordnet (ab 1838 Oberpfalz und Regensburg).
Durch das Zweite Gemeindeedikt wurde Adlholz im Jahre 1818 eine Gemeinde.
1838 wurde das Landgericht Vilseck gegründet, dem Adlholz zusammen mit den Steuergemeinden Ehenfeld, Gebenbach, Gressenwöhr, Großschönbrunn, Iber, Hahnbach, Irlbach, Langenbruck, Massenricht, Schalkenthan, Schlicht, Seugast, Sigl, Süß und Vilseck zugeordnet und aus dem Landgericht Amberg herausgelöst wurde. Am 1. April 1971 wurde die Gemeinde Adlholz im Zuge der Gebietsreform in Bayern in die Marktgemeinde Hahnbach eingegliedert.